# 최효상
최효상(1954년 8월 18일 ~ )은 대한민국의 배우이다.

## 출연

### 방송

#### 드라마
- 1988년 KBS 2TV 《무풍지대》 - 검사 역
- 1996년 SBS 《임꺽정》 - 도적 역
- 2003년 SBS 《왕의 여자》 - 곽재우 역
- 2005년 MBC 《제5공화국》 - 이익선 역
- 2009년 KBS 2TV 《솔약국집 아들들》 - 인부 역
- 2009년 KBS 2TV 《수상한 삼형제》 - 택시 기사 역
- 2010년 MBC 《파스타》 - 오이 파는 남자 역
- 2011년 MBC 《마이 프린세스》 - 박창만 역
- 2011년 SBS 《시티헌터》 - 세한은행 관계자 역
- 2011년~2012년 MBC 《애정만만세》 - 재판장 역
- 2011년 MBC 《심야병원》 - 운영위원 역
- 2012년 tvN 《노란 복수초》 - 민상철 역
- 2012년 KBS2 《적도의 남자》 - 안과의사 역
- 2012년 SBS 《옥탑방 왕세자》 - '홈&쇼핑'의 이사 역
- 2012년 tvN 《인현왕후의 남자》 - 박물관 관리자 역
- 2012년 SBS 《유령》 - 조재민 사건의 재판장 역
- 2012년 KBS2 《세상 어디에도 없는 착한남자》 - 태산그룹 이사 역
- 2012년~2013년 KBS2 《내 딸 서영이》 - 정 교수 역
- 2012년~2013년 MBC 《보고싶다》 - 재경요양원 원장 역
- 2013년 KBS2 《비밀》 - K그룹 이사 역
- 2013년 MBC 《내 손을 잡아》 - 김상철 역
- 2014년 tvN 《응급남녀》 - 한아름의 아버지 역
- 2014년 MBC 《왔다! 장보리》 - 검찰 지청장 역
- 2014년~2015년 KBS2 《가족끼리 왜 이래》 - GK그룹 이사 역
- 2014년 OCN 《나쁜 녀석들》 - 이덕기 역
- 2015년 JTBC 《순정에 반하다》
- 2015년 SBS 《이혼변호사는 연애중》 - 박 박사 역
- 2015년 MBC 《맨도롱 또똣》 - 김 원장 역
- 2015년 MBC 《위대한 조강지처》
- 2015년 KBS 2TV 《어셈블리》
- 2015년 tvN 《응답하라 1988》 - 김성균 입원병원 부원장이자 수술의사 역
- 2016년 KBS 2TV 《마스터 - 국수의 신》
- 2016년 KBS 2TV 《KBS 드라마 스페셜 - 평양까지 이만원》
- 2017년 KBS 1TV 《빛나라 은수》

#### 재연극
- 1993년 ~ 1999년 MBC 《경찰청 사람들》
- 1994년 ~ 1999년 KBS 1TV 《긴급구조 119》
- 1996년 ~ 1999년 MBC 《이야기 속으로》
- 1997년 ~ 1999년 SBS 《토요미스테리 극장》
- 2013년 ~ 2016년 채널A 《천 개의 비밀 어메이징 스토리》
- 2014년 ~ 2016년 MBN 《기막힌 이야기 실제 상황》
- 2014년 ~ 2016년 TV조선 《이것은 실화다》

### 영화
- 2004년 《마지막 늑대》 - 면장 역
- 2005년 《공공의 적 2 》 - 고등학교 교감 역
- 2006년 《비열한 거리》 - 채무자 역
- 2006년 《타짜》 - 부산타짜 1 역
- 2007년 《리턴》 - 외과부장 역
- 2008년 《서양 골동 양과자점 앤티크》 - 부검의 역
- 2009년 《회오리 바람》 - 박미정 아버지 역
- 2012년 《연가시》 - 의사 역

### 공연

#### 뮤지컬
- 2006년 《풋루스》 - 쇼 목사 역
- 2008년 《브로드웨이 인 드림즈》 - 타일러 랜던 역
- 2012년 《아름다운 거리》 - 안광남 역